# Shallow Grave (album)
Pour les articles homonymes, voir Shallow Grave.
 (octobre 2012).
Si vous disposez d'ouvrages ou d'articles de référence ou si vous connaissez des sites web de qualité traitant du thème abordé ici, merci de compléter l'article en donnant les références utiles à sa vérifiabilité et en les liant à la section « Notes et références ».
Albums de The Tallest Man on Earth
The Tallest Man on Earth
(2006) The Wild Hunt
(2010)
Shallow Grave est le premier album du chanteur de folk suédois The Tallest Man on Earth.

## Liste des chansons
| No  | Titre                                     | Durée |
| --- | ----------------------------------------- | ----- |
| 1.  | I Won't Be Found                          | 2:47  |
| 2.  | Pistol Dreams                             | 3:34  |
| 3.  | Honey Won't You Let Me In                 | 2:56  |
| 4.  | Shallow Grave                             | 2:37  |
| 5.  | Where Do My Bluebirds Fly                 | 3:17  |
| 6.  | The Gardner                               | 3:57  |
| 7.  | The Bizzard's Never Seen The Desert Sands | 2:01  |
| 8.  | The Sparrow And The Medicine              | 3:06  |
| 9.  | Into The Stream                           | 2:47  |
| 10. | This Wind                                 | 3:24  |